# Fátima az-Zahra

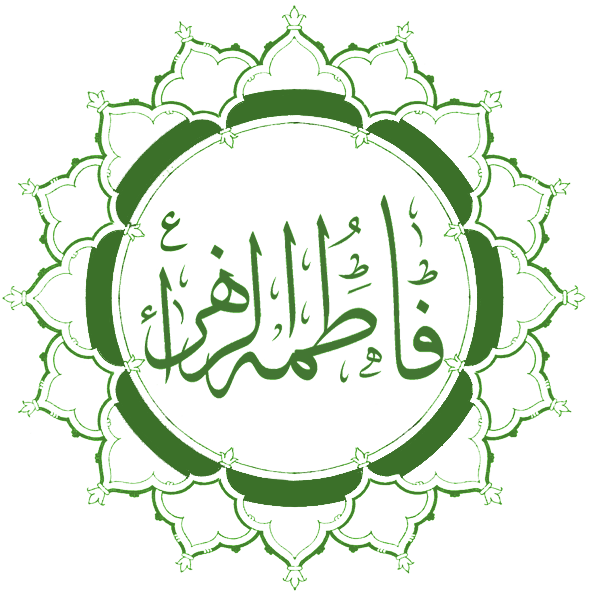
El nombre de Fátima en caligrafía árabe.

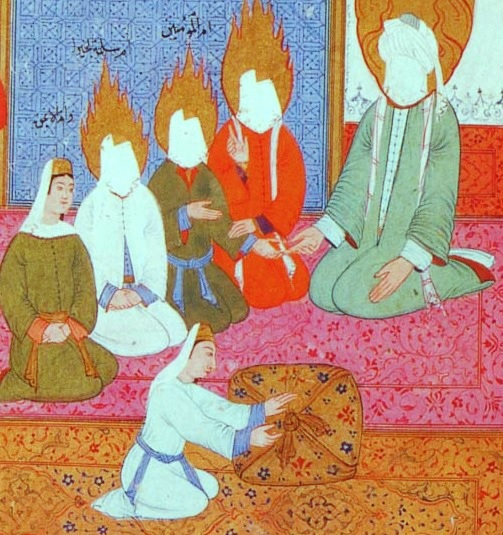
Fátima recibiendo un presente.

Fátima bint Muhammad (en árabe: فاطمة بنت محمد, léase «Fátima hija de Mahoma»; circa 604-632 d. C.) titulada como al-Zahra’, fue la hija de Mahoma, fundador del Islam, esposa de Ali ibn Abi Talib y madre de Hasan y Husáin.
Era la hija menor de Mahoma y la única hija que dejó hijos, quienes son conocidos como "Sayyid" o "Sharif". Hay muchas diferencias con respecto a la fecha de su nacimiento, pero dos fechas, cinco años antes del Maba'az (comienzo de la misión profética de Mahoma) y cinco años después de él, son las más famosas.
Cuando era niña, Fátima creció bajo la protección de sus padres, pasando su juventud durante la misión profética de su padre con muchas dificultades. Perdió a su madre, Jadiya, en el asedio de Shi'b Abi Talib. En el segundo año después de la hégira, se casó con el primo de su padre, Ali ibn Abi Talib, y tuvo cuatro o cinco hijos fruto de este matrimonio.
En el año 11 DH, tras la muerte de su padre, defendió a Ali ibn Abi Talib en la sucesión del Profeta, pronunciando el sermón de Fadakiyya en la mezquita para obtener su derecho de propiedad de Fadak. Protestó contra Abu Bakr y Omar, pero no dio frutos.
Mientras tanto, Umar y un grupo de sus compañeros atacaron a la casa de Ali con la intención de tomar juramento de lealtad con el califa, Abu Bakr, y allí se enfrentaron a la resistencia de Ali y Fátima y sus partidarios. Fátima es la primera persona de la familia de Mahoma que murió después de él.
Las fuentes históricas indican la fecha de su muerte entre treinta días y seis meses después de la muerte de Mahoma, pero según los eruditos, las dos fechas de setenta y cinco y noventa y cinco son más famosas y fiables.
Es una de las personalidades más respetadas entre todos los musulmanes, especialmente entre los chiitas. Las fuentes sunitas la presentan como una dama piadosa y fiel, elogiando su vida ascética y su carácter como un ejemplo de piedad.
Los chiitas duodecimanos la consideran una de los catorce infalibles y tiene una posición espiritual especial entre ellos. Además, es miembro de la familia de Mahoma (Ahlul Bayt) y uno de los cinco miembros de 'Al-Kasa'.
Fátima jugaba un papel importante en el suceso de al-Mubahala. Según los hadices sunitas y chiitas, 135 aleyas del Corán están relacionadas con ella. Las suras "al-Insan", "al-Qadr" y "al-Kauzar" y las aleyas "al-Mubahala", "al-Tathír", "al-Núr" y "al-Mauaddat" son algunas de ellas.

## Nombre y títulos
"Fátima" es una palabra árabe que significa "cortada" y "separada". En respuesta a Ali ibn Abi Talib, sobre la razón de nombrar a Fátima, Mahoma dijo: "Porque Fátima y sus seguidores fueron separados de fuego del infierno."Entre los sunitas Ibn Hayar al-Haytami en Al-Sawa'iq al-Muhriqa y al-Nasa'i en al-Sunan lo han narrado.
Se han mencionado títulos para Fátima, como "Al-Siddiqa", "Al-Mubaraka", "Al-Tahira", "Al-Zakiyya", "Al-Radiyya", "Al-Maradiyya", "Al-Muhaddiza", "Al-Batúl" (pura y piadosa) y "Al-Zahra' ", lo que demuestra sus características morales y virtudes. Su título más utilizado es "al-Zahra'", que significa "quien brilla y reluce" por este es conocida generalmente como Fatimah al-Zahra', ya que pasaba gran parte de su tiempo dedicándose a la oración, recitando el Corán y a otras adoraciones.Una de sus kunyas más importantes es "Umm Abiha".

## Ascendencia
El padre de Fátima era Mahoma, el fundador del Islam. Su linaje procedía de la familia Bani Hashim, una de las tribus Quraysh. Bani Hashim era una familia destacada, sin embargo, era pobre entre los mecanos.
La madre de Fátima era Jadiya, cuyo padre, Juaylid era el jefe del clan Asad, de los clanes coraichitas. Antes del Islam, Jadiya era considerada una de las mujeres prominentes de los Quraish, hasta el punto de que se la llamaba la señora de las mujeres de los Quraish.
Tenía muchas propiedades, haciendo negocios con ellas. Según la narración famosa, antes de casarse con Mahoma, tuvo dos maridos y dos hijos y una hija de sus esposos anteriores. Mahoma, a petición de su tío, Abu Talib, se convirtió en el agente comercial de Jadiya en su caravana a Siria; y luego se casó con ella.
Según algunas fuentes tenía 40 años cuando se casó con Mahoma, pero según Ibn Sa'd, tenía 28 años.

## Desde el nacimiento hasta la juventud
Hay una diferencia de opinión en la fecha del nacimiento de Fátima: según los biógrafos e historiadores sunitas, incluidos Ibn Sa’d, Al-Tabari, Ibn Azir, Abul Faray Esfahani e Ibn Ishaq, el nacimiento de Fátima coincidió con la reconstrucción de la Ka'ba, en el año 604, cinco años antes del Mab'az.
Según la mayoría de historiadores chiitas, la fecha de su nacimiento es cinco años después del Mab'az; excepto al-Ya'qúbi y Sheij al-Tusi, considerando que el nacimiento de Fátima coincide con el año del Mab'az.
En muchas fuentes chiitas, Fátima es considerada la cuarta hija de Mahoma, después de Zaynab, Ruqayya y Umm Kulzúm. Por supuesto, según Seyyed Ya’far Mortada al-Amili, fue su única hija.
Fátima fue la única hija de Mahoma que vivió lo suficiente como para dar a la luz hijos.
Al contrario de la tradición habitual de la época, después del nacimiento de Fátima, su madre, Jadiya la cuidaba personalmente, mientras la gente de La Meca confiaba a sus hijos recién nacidos a amas de cría beduinas.
Pasó su infancia bajo el apoyo de sus padres en La Meca, cuando los Quraysh causaron muchos problemas y sufrimientos a su padre por la divulgación del Islam. Según las fuentes islámicas, un día mientras Mahoma estaba haciendo  la oración en la Kaaba, Abu Yahl y sus seguidores vertieron placenta de camella sobre él. Al informarse el evento, Fátima corrió hacia su padre y limpió la suciedad, regañando a los hombres.
Fátima perdió a su madre tres años antes de la hégira durante el asedio de Shib Abi Talib. Tras la muerte de su madre, se sintió superada por el dolor y le pareció muy difícil llegar a un acuerdo con la muerte de su madre. Se sintió consolada por su padre, quien le informó que había recibido un mensaje de Alá a través del Ángel Gabriel, diciéndole que Alá había edificado un palacio en el Cielo para Jadiya.
En el año 622, unos días después de que su padre emigró a Medina, Fátima al-Zahra’, junto con Fátima bint Asad, Fátima bint Zubair ibn Abd al-Muttalib y otras mujeres, emigraron de La Meca a Medina en una caravana encabezada por Ali ibn Abi Talib, y se unió a su padre en Quba.

## Matrimonio con Ali Ibn Abi Talib

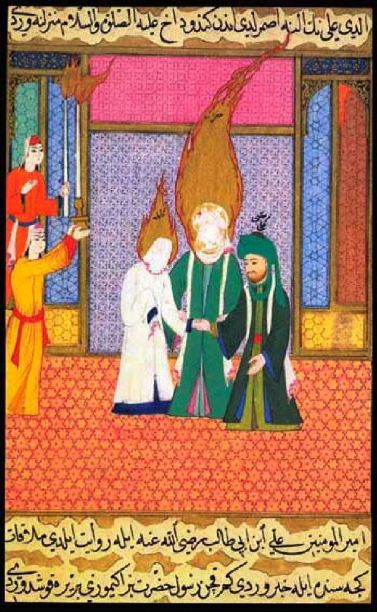
Mahoma celebrando el matrimonio de Fátima y Ali.

Después de la emigración a Medina, Umar, Abu Bakr y otros quisieron casarse con Fátima, pero Mahoma no aceptó su propuesta, diciendo que estaba esperando el mandato de Dios sobre el caso.
Poco después de la migración, Mahoma le dijo a Ali que Alá le había ordenado casarse con su hija, Fátima al-Zahra’.
Debido a su pobreza, Ali no podía hacer petición de casarse con Fátima, por esta razón Mahoma le dijo a Ali: si vendes tu armadura, obtendrás suficiente dinero para pagar el mahr de Fátima.
Luego, Mahoma informó a Fátima sobre la oferta que le había hecho a Ali. Según Ibn Sa'd, Fátima no dijo nada y Mahoma consideró su silencio como una señal de satisfacción.
Ali construyó una casa cerca de Mahoma para Fátima. Pero Fátima le pidió a Ali una casa más cerca de su padre, y por esta razón, uno de los residentes de Medina llamado Hariza ibn Nu'man les dio su casa a ellos.
El matrimonio tuvo lugar en el primer o segundo año de la Hégira. Según algunos historiadores, la ceremonia se celebró después de que Ali regresó de la Batalla de Badr. Ali tenía 25 años en ese momento, pero la edad de Fátima no se conoce exactamente, aunque se estima en unos 18 o 19 años aproximadamente.
El mismo Mahoma realizó la ceremonia de la boda y dos de sus esposas, Aisha bint Abi Bakr y Umm Salama Hind bint Abi Umayya, prepararon el banquete de boda con dátiles, higos, cordero y otros alimentos que habían sido donados por varios miembros de la comunidad musulmana de Medina.
Según Sayyed Hossein Nasr, el matrimonio de Ali con Fátima tiene un significado espiritual especial para todos los musulmanes porque se considera un matrimonio entre las figuras sagradas más importantes de Ahlul Bayt. Mahoma, que visitaba a su hija casi todos los días, se volvió más cercano a Ali con este matrimonio hasta que un día le dijo que era su hermano en el mundo y en el más allá.
Según Wilfred Madelung, la familia que se formó a través del matrimonio fue elogiada repetidamente por Mahoma, refiriéndose a ella como Ahl al-Bayt en los eventos como el evento de al-Mubahala y el hadiz de 'Al-Kasa'.
Al comienzo de su matrimonio, Ali y Fátima acudieron al Profeta, pidiéndole que dividiera el trabajo entre ellos. El Profeta confió el trabajo fuera de la casa a Ali y dejó el trabajo dentro de la casa a Fátima, lo que produjo la satisfacción de Fátima al-Zahra’, porque no quería hacer el trabajo fuera de casa. 
Además del arduo trabajo de las tareas del hogar, su condición de esposa también fue tal que ayudó a Ali ibn Abi Talib a desempeñar su papel en el avance del Islam. Según las fuentes, Fátima seguía la situación política y social del momento y se encargaba de todos los trabajos dentro y fuera de la casa mientras Ali estaba en las batallas.
Por otro lado, Ali trataba bien a Fátima cuando regresaba a casa y aunque la poligamia estaba permitida en el Islam, Ali no se casó con otra mujer durante la vida de Fátima.
La relación matrimonial de Ali y Fátima fue una relación especial, confirmada por la monogamia de Ali hasta el final de la vida de Fátima.
Fuentes sunitas creen que la razón de la monogamia de Ali fue que cuando le propuso matrimonio a la hija de Abu Yahl, el Profeta no se lo permitió porque molestaría a Fátima, pero según Ya’far Shahidi, esta narración no es confiable, porque el narrador era un niño entonces y sus detalles no coinciden con la información histórica, como el hecho de que Abu Yahl estaba vivo en este tiempo.
Según fuentes chiitas, Ali consideraba a Fátima como la mejor ayudante para obedecer a Dios; y Fátima también presentó a Ali como el mejor marido. Mahoma ordenó a Fátima que apreciara a Ali y no lo desobedeciera. Por otro lado, le dijo a Ali que tratara a Fátima con tolerancia y amor.
Según Ya’far Shahidi, aunque el tema de la mediación de Mahoma entre Ali y Fátima se menciona en la historia, tanto entre los sunitas como entre los chiitas, los eruditos chiitas como Mayesi y al-Sadúq no la han considerado auténtica. Desde su punto de vista, la relación entre Ali y Fátima no era tal que necesitara un mediador.
Según Ya’far Shahidi, la diferencia entre Ali y Fátima en la medida en que necesite arbitraje de Mahoma entre ellos, es contraria a la doctrina chiita sobre la infalibilidad de Ali y Fátima.
Según fuentes chiitas, Fátima nunca salió de casa sin el permiso de Ali, nunca enojó a Ali y nunca le mintió a Ali ni lo traicionó; Y también Ali nunca hizo enojar a Fátima.

## Antes de la muerte de Mahoma
En los primeros años de matrimonio, Ali ganaba poco dinero, sacando agua del pozo y regando los campos. Fátima no tenía sirvienta y por ello molía ella misma el grano, en consecuencia, su mano estaba ampollada.
Ali y Fátima tenían una vida pobre; su alfombra era de piel de oveja y en ella solían dormir por la noche. Su manta era muy vieja y no podía cubrir todo el cuerpo. Tenían una almohada de cuero rellena de fibras de palmera.
Según Vaglieri, no hay ninguna razón para rechazar la pobreza de Fátima y Ali, pero esto se trata de los primeros años de su matrimonio, un período en el que muchos musulmanes, como Ali y Fátima se enfrentaban con problemas económicos.
En el séptimo año después de la hégira, tras la conquista de Jaybar, se terminó el tiempo de pobreza para ellos porque tomaron una parte de los productos de Fadak.
Según la historia islámica, Fátima estaba activa tanto en casa como en la comunidad y no abandonó los asuntos sociales. Los conocimientos jurídicos de Fátima son una señal de su presencia en los asuntos sociales.
En la batalla de Uhud ella limpió la sangre de las heridas y la espada de su padre y, según al-Waqidi, dirigió a las mujeres que trataban a los heridos.
Según fuentes chiitas y sunitas, Fátima es mencionada en 3 eventos sociales:
1. Negarse a proteger a Abu Sufyan tras la conquista de La Meca.
2. Defender a Ali tras la muerte de Mahoma, oponiéndose a la elección de Abu Bakr como califa y a las violentas disputas con Umar.
3. Reclamar derecho de propiedad sobre la herencia de su padre y la discusión con Abu Bakr sobre Fadak.

## Después de la muerte de Mahoma

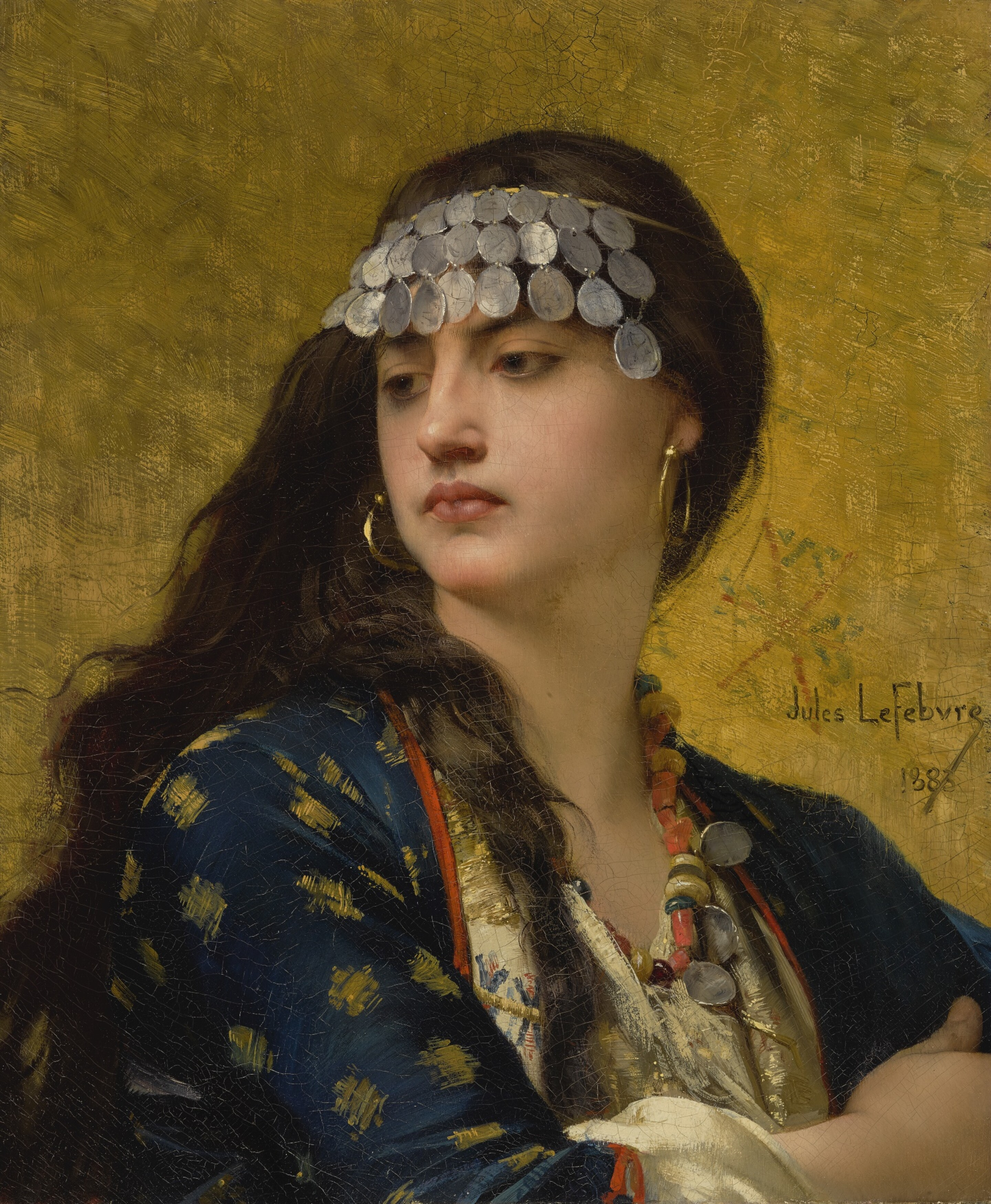
El retrato de Fátima, pintado por Jules Lefebvre en 1883.

### Oposición contra el evento de Saqifa
En el consejo de Saqifa, el cual tuvo lugar inmediatamente después del fallecimiento del Profeta, un grupo de los árabes designaron a Abu Bakr como el Califa de los musulmanes. Sin embargo, grandes personajes como Fátima al-Zahra, Alí y algunos compañeros como Talha y Zubayr se opusieron a esta decisión ya que el califato de Abu Bakr contradecía explícitamente la voluntad del Profeta, quien había presentado a Alí como su sucesor, durante el evento de Gadir.
Según los informes históricos, después del evento de Saqifa, Fátima iba a las casas de los compañeros del Profeta quienes estuvieron presentes en el evento de Gadir, pidiéndoles el apoyo y el testimonio acerca de lo que escucharon del Profeta con respecto al califato de Ali. Pero ellos rechazaron su petición, diciendo: “Si nos hubieses pedido esto antes de que le jurásemos lealtad a Abu Bakr, hubiésemos apoyado a Alí".

### Sermón de Fadakiyya
Después de la muerte de Mahoma, surgió un conflicto entre Abu Bakr, el entonces califa, por un lado, y Fátima y Abbas, el tío de Mahoma, por el otro, por las propiedades del difunto.
Según Vaglieri, Fátima y Abbas reclamaron la propiedad y herencia de Fadak y una parte del botín de los saqueos de Jaybar. Por otro lado, Abu Bakr la negó, argumentando que el Profeta le dijo que su propiedad no se podía heredar y que debería gastarse en caridad.
El análisis de los hadices muestra que Fátima discutió con Abu Bakr acerca de las propiedades en dos etapas, y en la primera, Abbas también estaba presente.
Algunas fuentes sunitas como al-Tabari narran la confiscación de Fadak, la protesta de Fátima, la contestación de Abu Bakr y la ira de Fátima hacia él. Pero la mayoría de ellas lo han considerado una disputa sobre la herencia.
Por otro lado, investigadores chiitas basados en fuentes sunitas han demostrado que después de la confiscación de Fadak por Abu Bakr, Fátima al-Zahra’ protestó con él varias veces públicamente, pero el califa no convenció.
Según Wilfred Madelung, Abu Bakr no sólo confiscó las propiedades de la familia de Mahoma, sino que también afirmó que, si tenían necesidades económicas, solo debían recibir caridad.
Mientras, esto estaba en contra de a la Suna de Mahoma, quien había prohibido a su familia aceptar caridad debido a su alta posición.
Según narró Aisha, Fátima dejó a Abu Bakr después de eso y no habló con él hasta la muerte, por lo tanto Ali enterró a Fátima por la noche sin informar al Califa.
La opinión chiita al respecto es que estas propiedades pertenecieron a Fátima y fueron usurpadas por Abu Bakr.
Según los informes sobre la entrega de Fadak a Fátima o a sus hijos en los libros de historia y hadices sunitas y chiitas es la prueba de la legitimidad de la reclamación de Fátima, como el informe de devolver Fadak a los hijos de Fátima en diferentes tiempos por Umar ibn Abdul Aziz, al-Saffah, al-Mahdi y al-Ma'mun.
Según Denise Soufi, las narraciones que indican la intervención de Fátima en los acontecimientos posteriores a la muerte de Mahoma, a pesar de ser parciales, contienen una parte de verdad. Esto se debe a que los sunitas no pudieron eliminar completamente lo que les resultaba perjudicial, como los siguientes asuntos:
1. La lucha de Fátima con Abu Bakr por el califato y las propiedades.
2. Fátima nunca le perdonó a Abu Bakr por sus acciones.
3. Mantener en secreto su muerte y entierro con el fin de que Abu Bakr no participara en su funeral.
Poco después del evento de Saqifa, tan pronto como Abu Bakr se hizo cargo del Califato, confiscó las tierras de Fadak. Fátima quien era la propietaria legítima de las tierras reaccionó contra él, yendo ante Abu Bakr y tuvo un debate con él al respecto y presentó sus evidencias y pruebas.
Como resultado, Abu Bakr finalmente aceptó su reclamo y escribió un documento, afirmando que Fadak era propiedad de Fátima. Sin embargo, se ha narrado que después de que Fátima salió de la Mezquita, Umar Ibn al-Jattáb, al enterarse del documento, lo tomó y rompió en pedazos. Según Algunas narraciones, 'Umar golpeó a Fátima para tomar el documento de Fadak.
Luego, ella dio un sermón frente a los compañeros del Profeta Mahoma, conocido como Sermón de Fadakiyya, en el que se defendió a sí misma, afirmando que Fadak fue un regalo que el Profeta le había dado. Sin embargo Abu Bakr no le devolvió su derecho.

### Reunión de los oponentes de Abu Bakr en la casa de Fátima
Después de que los árabes juraron lealtad a Abu Bakr como califa, ignorando el testamento del Profeta sobre el califato del Imán Ali, un grupo de Bani Hashim, unos compañeros del Profeta, y Alí  se opusieron a esta decisión y se reunieron en la casa de Fátima para mostrar su protesta. Entre los personajes que se reunieron allí, estaban Abbas Ibn Abd al-Muttalib (tío del Profeta), Salman farsi, Abuzarr al-Gifári, Ammar ibn Yasir, y Miqdad Ibn Asuad.

### Invasión a la casa de Fátima
Después de ser proclamado califa de los musulmanes, Abu Bakr fue a la casa de Ali con un grupo que incluía a Umar ibn al-Jattáb, tomando juramento de lealtad, y allí se enfrentó a la resistencia de Ali y Fátima.
Según Wilfred Madelung, después de jurar lealtad a Abu Bakr como califa en Saqifa, Ali y sus compañeros, como Abbas ibn Abdul Muttalib, miembros de Bani Hashim y Zubair, se reunieron en la casa de Fátima.
Umar amenaza con que, si Ali y sus seguidores no salen jurando lealtad a Abu Bakr, prenderá fuego a la casa.
Según Vaglieri, incluso si a esta historia se le han añadido detalles falsos, no se pueden rechazar sus raíces históricas.
Sayyed Ya’far Shahidi, un autor chiita, confirma la amenaza de incendio por Umar. En su opinión, dado que los chiitas o sus grupos políticos no tenían poder en los primeros años de la Hégira, es imposible falsificar las narraciones relativas al evento. Por su parte, herir el brazo de Fátima con un látigo y entrar por la fuerza en su casa, también son incidentes posibles.
Según Soufi, la narración de al-Tabari sobre los dichos de Abu Bakr en su lecho de muerte refiere que la casa de Fátima podría haber sido abierta por la fuerza.
Cuando los partidarios del califato de Abu Bakr atacaron la casa de Fátima con el fin de obligar a Alí a jurarle lealtad a Abu Bakr, Fátima defendía a Ali y no permitía que ellos se lo llevasen ante Abu Bakr.
Según Ibn 'Abd Rabbih, un historiador sunita, cuando Abu Bakr se dio cuenta de que los oponentes de su califato se habían reunido en la casa de Fátima, ordenó a sus agentes que atacasen la casa. Entonces, 'Umar Ibn Jattáb, junto con un grupo de sus compañeros fue a la casa de Fátima y los amenazó con quemar la casa.
Según Yaqúbí, 'Umar y sus compañeros entraron violentamente a la casa de Fátima, deteniendo a los protestantes. En este instante, Fátima les dijo que salieran de la casa y que iba a denunciarlos ante Dios. Entonces, Umar y sus compañeros salieron de la casa, llevándose a los protestantes a excepción de Alí y un grupo de Bani Hashim, tomándolos para jurar lealtad a Abu Bakr.
De acuerdo con al-Tabari, ellos volvieron otra vez a la casa de Fátima con el fin de llevar a Alí y al resto de Bani Hashim. Esta vez, 'Umar ordenó llevar leña para quemar la puerta de la casa de Fátima. Ellos invadieron la propiedad de Alí, quemaron su puerta y lo forzaron a que saliese de la casa, mientras que a Fátima le propinaron un golpe cuando se encontraba detrás de la puerta, el cual tuvo como consecuencia el aborto de su bebé, Mushin Ibn Alí.
Se ha narrado que 'Umar, o uno de sus agentes llamado Qunfuz, a propósito dio fuertes golpes a la puerta cuando estaba prendida en llamas, mientras que Fátima se encontraba entre la puerta y la pared, estos golpes ocasionaron que los clavos calientes de la puerta penetraran en el cuerpo de Fátima, que se rompiera una de sus costillas y se lastimara su vientre; lo que causó el aborto de Muhsin. "Fátima tuvo que quedarse en lecho de enfermedad hasta la muerte durante su juventud".

### Aborto de Al-Mohsin
Según fuentes históricas, Fátima tuvo un hijo llamado Al-Mohsin, que fue abortado antes de nacer. Respecto a la causa de su aborto, se han expresado diversas opiniones entre sunitas y chiitas, pero la mayoría de los historiadores no han indicado la causa de su aborto. Según la creencia chiita, ella sufrió el aborto debido al golpe de Umar, cuando había atacado la casa. Hurr al-Amili, Emad al-Din al-Tabari, Ali Ibn Muhammad Umari, Ibn Qutayba e Ibn Sa’d al-Yazayiri están de acuerdo con esta narración.
Baqir Sharif al-Qarashi, citando fuentes sunitas y chiitas, cree que el aborto ocurrió a causa de las heridas y lesiones sufridas durante el ataque a la casa de Fátima, provocando la fractura de sus costillas. Según Shahreshtani, Ibn Hayar al-Asqalani en Lisan al-Mizan, al-Mas'údi en Izbtab al-Wasiyya, Shams al-Din Dhahabi en Mizan al-I'tidal, Salah al-Din Safadi en Al-Wáfi-Bil-Wafiyyát han declarado la misma causa.

## Muerte
Según la Enciclopedia del Islam, Fátima enfermó poco después de la muerte de su padre. La mayoría de las fuentes indican que su relación con Abu Bakr siguió siendo violenta hasta el final de su vida, pero unos han narrado una reconciliación entre ambos.
La narración popular de su muerte es que, en los últimos momentos de su vida, se preparó para la muerte, lavando su cuerpo y encargó a Asma bint Umays, quien la ayudó en esos momentos, que nadie supiera su lugar de entierro.
Luego se acostó en una cama limpia, esperando la muerte. Al respecto algunas fuentes intentan demostrar que Fátima murió pacíficamente, al contrario de otras. Según al-Ya'qúbi, durante la visita de las esposas de Mahoma y las mujeres Quraish a Fátima en su enfermedad, Fátima las regañó, pidiéndole a Asma que evitara la entrada de Aisha.
Según al-Tabari, Fátima no quería que los demás la vieran en tan mal estado. Como otros acontecimientos de la vida privada de Fátima, su muerte está rodeada de misterio.
La fecha de la muerte de Fátima al-Zahra’, se ha registrado diferente. Según Vaglieri, murió seis meses después de la muerte de su padre. Algunas fuentes dicen que 30 o 35 días después de la muerte de Mahoma. Otros han mencionado 45, 75 y 95 días.

## Funeral
Según las narraciones chiitas, Fátima había hecho un testamento en el que no quería que las personas que la habían agraviado y ofendido rezaran sobre su cuerpo y asistieran a su funeral. Por lo tanto, quería que su entierro y tumba fueran secretos.
Ali bañó a su esposa con la ayuda de Asma' bint Umays, rezando sobre su cuerpo. Además de Ali, algunas otras personas también participaron en su funeral, pero hay una diferencia en su cantidad.
Según los informes, los participantes son Al-Hasan al-Muytaba, al-Husáin, Abbas ibn Abd al-Muttalib, al-Miqdad, Salman, Abu Dharr, Ammar, Hudhaifa, Aqil, Zubair, Abdulla ibn Mas'úd, Boraida y Fadl ibn Abbas.
Según Vaglieri, la mayoría de las fuentes antiguas consideran que el entierro nocturno de Fátima se realizó en secreto, sin la presencia de Abu Bakr y Umar, pero hay narraciones según las que Abu Bakr estuvo presente, rezando al cuerpo.
Dennis Denise Soufi cree que debido a la frecuencia de los hadices sobre el enojo de Fátima con Abu Bakr, parece que el funeral tuvo lugar por la noche a petición de Fátima para que Abu Bakr, como jefe de la comunidad islámica, no pudiera asistir a su funeral.

## Tumba
Según Vaglieri en la Enciclopedia del Islam, casi todas las fuentes coinciden en que Fátima fue enterrada en el cementerio de al-Baquí, incluso algunas fuentes especifican su ubicación exacta.
Al-Mas'údi escribe que había una inscripción en la que estaban escritos el nombre de Fátima y tres personas de la familia de Ali como propietarios del santuario. Pero Al-Mas'údi es el único que da tales detalles. En este santuario están enterrados tres imanes chiitas y la otra tumba en el tiempo actual se atribuye a Fátima bint Asad, la madre de Ali ibn Abi Tálib. Según al-Moqaddasi es posible que Fátima fuera enterrada en su casa.
Pero según Seyed Morteza Askari, la última posibilidad sobre el lugar de su tumba es su casa, lo que está respaldada por varios documentos válidos. Los documentos principales del asunto se recibe de Ahl al-Bayt, porque son los principales miembros de la casa del Profeta los que conocen el tema mejor que otros. Algunos eruditos creen que, según un hadiz del Profeta del Islam, Fátima está enterrada entre el mimbar y la tumba de Mahoma, la que se ve reforzada por los hadices de Ya’far al-Sadiq y Ali ibn Musa al-Rida.
En opinión de los chiitas tres lugares han priorizado para visitar Fátima al-Zahra’:
1. En el santuario del Profeta entre la tumba y el mimbar del Profeta; 
2. En la casa de Fátima al-Zahra’, que ahora se encuentra en la mezquita;
3. El cementerio de al-Baqí.

## Hijos
Hasan al-Muytaba nació en el segundo año después de la hégira, según lo que el casamiento de Fátima no puede haber sido después de la Batalla de Badr. De acuerdo con otro relato Hasan nació en la mitad de Ramadán en año 3 DH.
Fátima quedó embarazada 50 días después del nacimiento de Hasan y dio a luz a Husain en los primeros días de Sha'ban en el año 4 DH. Además de estos dos hijos, Fátima sufrió el aborto de otro hijo llamado al-Mohsin.
Fátima tenía dos hijas llamadas como sus tías, Zaynab y Umm Kulzúm.
Hasan es el hijo mayor de Ali y Fátima y el segundo imán chiita, que según la historia islámica nació en Medina en el año 625 DC.
Después de la muerte de Ali, gobernaba una parte de las tierras musulmanas en Kufa durante unos meses y luego renunció al poder por el tratado de paz con Mu'awiya. Hasan Murió en Medina por envenenamiento en el año 670 DC.
Husáin fue el segundo hijo de Ali y Fátima y el tercer imán de los chiitas, que según la mayoría de las fuentes nació en Medina en el año 626 DC.
Husáin organizó un levantamiento contra Yazid en el año 680 y fue asesinado en la Batalla de Kerbala junto con su familia y sus compañeros.
Los descendientes de Ali de Fátima al-Zahra’ son conocidos como "Sharif" o "Sayyid", respetados por chiitas y sunitas como única generación superviviente de Mahoma.
Ali no tuvo otra esposa mientras Fátima estaba viva, pero después de ella se casó con otras mujeres. Además de los cuatro hijos que tenía de Fátima, Ali tenía otros hijos de sus otras esposas.

## Su posición en la historia del Islam y sus actividades
Según los chiitas, Fátima es la única mujer infalible, pues sus conductas pueden ser establecidas como ejemplo en muchos comportamientos, jugando un papel importante en muchos eventos de la historia isámica como:
1. La emigración a Medina.
2. La batalla de Uhud, tratando las heridas del Profeta.[62]
3. La batalla de Jandaq.[63]
4. Conquista de La Meca.[64]

Entre sus actividades políticas después del fallecimiento del Profeta se destacan:
1. Objetar contra el evento de Saqifa.
2. Oponerse contra el califato de Abu Bakr.
3. Ir a las casas de los Muhayirin (emigrantes) y Ansar (ayudantes del Profeta), buscando el apoyo y declarando que el Califato pertenecía a Alí.
4. Esforzarse para recuperar el Fadak.
5. Expresar el sermón de Fadakiyya.
6. Defender al Imán Ali en el momento de la invasión a su casa.

## Fátima al-Zahra’ en el Corán
Fátima al-Zahra’ es referida en muchas aleyas del Corán, pero, al igual que los imanes chiitas, su nombre no se menciona directamente. Los investigadores sunitas y chiitas relacionan muchos versículos del Corán a Fátima. Algunos le atribuyen 30 aleyas, otros 60 aleyas en 41 suras y otros la atribuyen 135 aleyas de 67 suras.
La razón principal para atribuir las aleyas a Fátima son los hadices según las que algunos versículos fueron revelados sobre los acontecimientos de su vida y sus virtudes, y algunas se le pueden aplicar en términos de su significado interno.

### Sura Al-Insan
Tabatabaei, uno de los comentaristas chiitas, citando narraciones en libros sunitas y chiitas, cree que la sura "Al-Insan" está relacionada con Ali y Fátima, expresando la historia de la enfermedad de sus hijos y su promesa (nadhr) por su recuperación.
Entre los comentaristas sunitas, Shahab al-Din al-Alúsi en Rúh al-Ma'ani, Fajr Razi en al-Tafsir al-Kabir, Shaukani en Fath al-Qadir creen que las primeras aleyas de la sura de Al-Insan fueron revelados acerca de Ali ibn Abi Talib y Fátima al-Zahra’.

### Sura "Al-Qadr"
Ya’far ibn Muhammad al-Sádiq dijo: Quien conoce a Fátima completamente, ha comprendido "Lailat al-Qadr" (Noche del Destino).
También dijo: Una persona perfecta es como un Corán que vive y habla, por lo que once Corán parlantes (es decir, 11 imames chiitas después de Ali ibn Abi Talib) fueron revelados (puestos) en la noche bendita de la madre de los imanes (es decir, Fátima).

### Sura "Al-Kauzar"
Según Al-Mizan, un exégesis del Corán, Al-Kauzar significa bien abundante, y los comentaristas tienen muchos desacuerdos en la interpretación de la sura, mencionando veintiséis significados acerca de ella.
Según Tabatabaei, considerando la última aleya de la sura y varias narraciones al respecto, Kauzar se refiere a Fátima y sus hijos y la abundancia de los descendientes del Profeta a través de Fátima al-Zahra’.
Fajr Razi en Al-Tafsir al-Kabir y al-Baydawi en Anwar al-Tanzil también afirman que uno de los ejemplos de kauzar es el número de hijos y generaciones del Profeta del Islam.
Fátima representó un gran consuelo para el Profeta Mahoma, puesto que todos sus hijos varones habían fallecido. Por esta razón, sus enemigos lo llamaban maliciosamente ábtar, es decir, "estéril". Los árabes exaltaban la importancia de los hijos varones según sus tradiciones y los consideraban sucesores de los proyectos de los padres. Así que, se contentaban pensando que con la muerte de Mahoma, el islam como una amenaza, desaparecería. Entonces se reveló la sura "Al-Kauzar":

«¡En el nombre de Dios, el Graciabilísimo y Misericordiosísimo!
Por cierto que te he agraciado con la abundancia.
Reza, pues, a tu señor y sacrifica.
Porque, a quien te desdeñe y odie le privaré de todo bien»
Sagrado Corán; Sura 108

Esta sura anunció al Profeta "la abundancia" que se interpreta como una abundante descendencia. Esto puede atestiguarse hoy en día, ya que muchos de sus descendientes son importantes personalidades de la escena mundial. Por otra parte, As Ibn Ua'il, quien llamaba "estéril" al Profeta Mahoma a pesar de tener diez hijos varones, no dejó descendencia.

## Fátima en los hadices
Antes de la llegada del Islam, el Hiyaz era una tierra seca con mal clima, donde la vida era difícil y había una cultura dura. Las mujeres no tenían dignidad en la sociedad y eran motivo de angustia para su familia, hasta el punto de que algunos árabes del desierto enterraron vivas a sus hijas. En tal ambiente, Mahoma honraba y respetaba a Fátima como una forma de luchar contra la cultura popular de la época.
Los hadices de Mahoma sobre Fátima son de dos categorías: 
1. Los que tratan exclusivamente sobre Fátima Al-Zahra’.
2. Los que están relacionados con la familia de Mahoma (Ahlul Bayt), incluyendo a Fátima como uno de sus miembros. Aquí, se evita mencionar los hadices de segunda categoría, como la narración de Al-Safina y Al-Zaqalayn.[76][77]

### Hadiz de Bad’a
En este hadiz, Mahoma presentó a Fátima como "una parte de su cuerpo" y consideró su felicidad como su felicidad y su molestia como su molestia. Esta narración es una de las famosas narraciones de Mahoma, el Profeta del Islam, que ha sido narrado en 28 términos diferentes en muchos libros, incluidas al menos 18 fuentes sunitas y 13 fuentes chiitas.
Se han narrado varias historias sobre el motivo de la declaración del hadiz, como las siguientes:
1. La pregunta de Mahoma a Ali sobre lo mejor para las mujeres y la pregunta de Ali sobre esto a Fátima y su respuesta.
2. Aceptar el arrepentimiento de Abu lubaba al-Ansari, abriéndolo de la columna del arrepentimiento por Fátima Al-Zahra’.
3. Presentación de Fátima por su padre.
4. El dicho de Mahoma en la noche de bodas de Ali y Fátima.
Mohammad Ya’far Tabasi, en una investigación sobre el hadiz en fuentes sunitas, menciona 123 fuentes sunitas al respecto.

### Hadiz de La señora de las mujeres del mundo
El hadiz "Sayyida Nisa al-Alamin" es uno de los otros hadices de Mahoma, según el cual él llamó a Fátima la señora de las mujeres de todos los mundos. Esta narración está narrada en fuentes sunitas y chiitas. En algunas fuentes se considera como la señora de las mujeres del paraíso, excepto María, y en otras como la señora de las mujeres de todos los mundos.
Hakim Neishaburi y al-Dhahabi, dos destacados eruditos sunitas, la consideran una narración correcta y confiable. Algunos eruditos sunitas como al-Alúsi, Abdul Rahman al-Suhayli, Muhammad ibn Abdul Baqi al-Zarqani, al-Saffarini han enfatizado la superioridad de Fátima Al-Zahra’. También hay muchas narraciones al respecto en fuentes chiitas.
Muhib al-Din al-Tabari en Zajaír al-Uqba narra un hadiz de Mahoma en el que María, la hija de Imran, Jadiya bint Juaylid, Fátima bint Muhammad y Assía, la esposa del faraón, son mencionadas como las cuatro mejores mujeres del mundo.
A continuación en el mismo artículo, narra el hadiz de la visita del Profeta a Fátima Al-Zahra’ durante su enfermedad y algunas otras narraciones del Profeta de que Fátima Al-Zahra’ es llamada "la mejor señora entre las mujeres del mundo" o "la señora de las mujeres del mundo".

## Opiniones sobre sus características espirituales

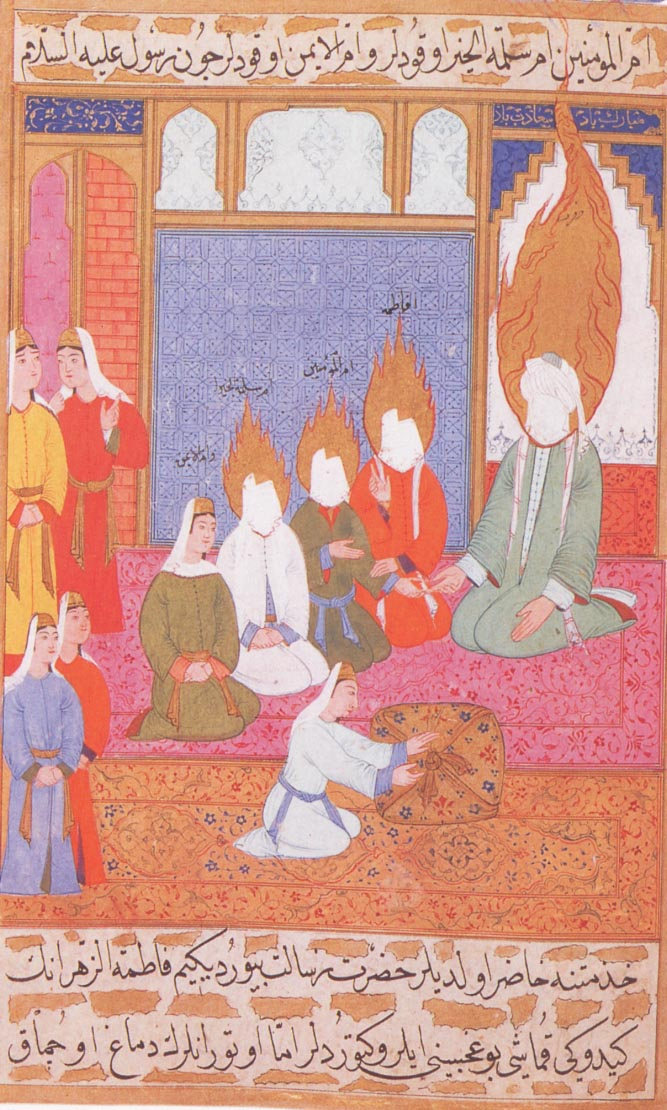
Fátima (en primer plano) recibiendo una capa verde traída por el ángel Gabriel del Paraíso.

En las fuentes religiosas chiitas y sunitas, Fátima es considerada miembro de la familia del Profeta (Ahlul Bayt) y una de las cinco personas llamadas 'Al-Kasa' o 'Al-'Aba'.

### Desde el punto de la vista de los sunitas
Las fuentes sunitas, la consideran como una dama piadosa y fiel, destacando especialmente su vida ascética y su piedad.
Hay muchas narraciones en fuentes sunitas que enfatizan la estrecha relación entre Fátima y su padre, como el hadiz de "La señora de las mujeres" y el hadiz de "Bad’a". Además, se compara el carácter de Fátima con el carácter de María, a quien según el Corán Dios la hizo pura y que es superior a las mujeres del mundo; Más bien, en la narración de al-Tirmidhi, Fátima se considera superior a María como la señora de las mujeres del paraíso.
Estas fuentes informan sobre su popularidad y su educación por su padre, expresando legitimidad de sus reclamos durante la época del Profeta y después de su muerte y relatan su gloria y grandeza en el Día de la resurrección.
Algunos otros aspectos de su característica también han sido mencionados en las fuentes sunitas de interpretación del Corán. Según estas fuentes, Fátima al-Zahra’ es considerada una narradora, recitadora y comentarista del Corán, y sus narraciones y acciones puede ser el documento de fatwa.
Tiene una posición destacada en la piedad popular, de tal manera que algunos se refugian en ella en dificultades. También la consideran bendecida con el alimento celestial y la señora suprema del mundo (Sayyida al-Nisa al-Alamin).
Muchas de las fuentes sunitas la consideran uno de los ejemplos de "Kauzar" a través de quien la descendencia de Mahoma se perpetuó. Ella, junto con su esposo Ali y sus hijos Hasan y Husáin son considerados como los Ahl al-Bayt del Profeta, quienes son ejemplos de la aleya de purificación (Al-Tathír).
Desde el punto de vista de los sunitas, se reveló el versículo de "Mawaddat" sobre ella, Ali, Hasan y Husáin, y el ejemplo de "Nisa'ana" en aleya de al-Mubahla es Fátima; Además, ella, junto con Ali y su sirvienta, Fidda, son ejemplos de "Al-Abrar" en Sura de Al-Insan.

### Desde el punto de la vista de los chiitas
Fátima, como "madre de los imanes", tiene una posición aun más especial en la visión chiita. Vista como única hija superviviente de Mahoma, esposa de Ali y madre de Hasan y Husáin, ocupa una posición única entre los chiitas. De acuerdo con el punto de vista chiita, Fátima es una persona pura e infalible, ha sido presentada como buen ejemplo para las mujeres musulmanas y se ha enfatizado su generosidad al mismo tiempo que era pobre.
Junto con el Profeta del Islam y los doce imames, Fátima, como la hija del Profeta, esposa del primer imán y la madre de otros imanes, completa los catorce infalibles del pensamiento místico chií. Como miembro de Ahl al-Bayt, Fátima tiene un rol importante en el Día la resurrección, de tal manera que la gente, sobre todo las mujeres, le pedirán ayuda entonces.
La presencia de una figura femenina entre los Catorce Inocentes añadió un elemento de "mujer sagrada" a la cosmología religiosa chiita que no tiene contraparte entre los sunitas y ha sido comparada con los católicos y ortodoxos en el contexto, hasta el punto de que ha logrado algunos de los títulos de María, como "Virgen" (en árebe: Batúl) e incluso "Madre de su padre" (Umm Abiha).
Por supuesto, el personaje de Zaynab, hija de Fátima y hermana de Husáin ibn Ali, también es muy importante para los chiitas porque se enfrentó al gobierno omeya después de los acontecimientos de Kerbala, logrando proteger la vida de su sobrino, Ali ibn Husáin, el cuarto imán de los chiitas. 
Las acciones de Fátima y Zaynab proporcionaron modelos prácticos y ejemplos importantes para la legislación chiita. Por ejemplo, la insistencia de Fátima en el derecho heredado de las tierras de Jaybar y Fadak de su padre y su oposición a Abu Bakr al respecto, condujeron a mejorar los derechos de herencia de las mujeres en la ley chiita.
En las décadas de 1970 y 1980, intelectuales como Ali Shariati crearon nuevos métodos para las mujeres que eran tanto islámicos como modernos. Fátima y Zaynab, en particular, encontraron un papel especial como modelos para las mujeres en la revolución iraní de 1979 y en el Líbano actual.

#### Infalibilidad
Según la visión chiita, la infalibilidad de Fátima se obtiene a través de la conexión entre la profecía y el Imanato - es decir, dos posiciones que se conocen como inocencia e infalibilidad, y a través de su relación con los imames infalibles y sus características destacadas en diversas oportunidades.
La inocencia de los catorce infalibles se prueba mediante los versículos del Corán, como la aleya de al-Tathír y la aleya 124 de la sura al-Baqara.
Además de los versículos del Corán, según una narración, Mahoma menciona los nombres y signos de los infalibles para Salmán Farsi, incluyendo el nombre de Fátima. En la misma narración, se afirma que la creación de Mahoma, Fátima y doce imanes fueron antes de la creación de los demás.

#### Pureza
Según doctrina chiita, en la aleya de la purificación (Al-Tathír), el Corán considera que la familia de Mahoma tiene la posición de pureza. De acuerdo con los comentaristas del Corán, esta parte del verso se ha revelado sobre Mahoma, Ali, Fátima, Hasan y Husáin, aunque se encuentra entre los versos relacionados con las esposas de Mahoma. Según Madelung, además de los chiitas, en fuentes suníes como la exégesis de al-Tabari, las mismas cinco personas son únicos ejemplos de aleya. Sin embargo, algunos sunitas creen que la aleya se refiere a dos esposas de Mahoma, Ali y Fátima.
Ahl al-Bayt tiene dos sentidos entre los chiitas: su significado integral incluye a todos los hijos de Ali y Fátima y sus descendientes, pero en las ciencias divinas, Ahl al-Bayt es específico de Ali, Fátima, Hasan, Husáin y el resto de los imanes infalibles. El verso de la purificación indica la infalibilidad de los catorce infalibles.
Según Louis Massignon, Fátima fue uno de los personajes importantes del evento de al-Mobahala. Diferentes sectas islámicas han ofrecido varias interpretaciones de ella y de su posición espiritual, por ejemplo, algunos creen que los cristianos de Nayran finalmente se vieron obligados a admitir que Fátima es una santa como María. O algunos creen que Fátima es una mujer divina que estaba detrás del Profeta del Islam durante el evento.
En el pensamiento chiita, María y Fátima fueron elegidas por Dios para grandes propósitos, es decir, "madres de dinastías exaltadas". Sin embargo, Fátima al-Zahra’, titulada como "María al-Kubra" (La mayor María), la supera a ella en pureza y misericordia divina.
María y Fátima al-Zahra’ brindaron a los estudiosos medievales cristianos, musulmanes y de estudios de género la oportunidad de analizar los papeles de las mujeres en los textos religiosos. Los escritores cristianos exaltaron a María como la madre de Cristo, y los escritores chiitas nombraron a los hijos de Fátima como los líderes infalibles de la comunidad musulmana. María y Fátima Al-Zahra’ no fueron sólo modelos para las mujeres, sino que propusieron los complejos programas políticos, sociales y religiosos de su época.

#### Otros virtudes
En las fuentes chiiés y suníes se han mencionado muchos hadices acerca de las virtudes de la Fátima que demuestran su gran posición ante Dios. A continuación se menciona una selección de los más importantes:
- Dijo el Profeta Mahoma: Fátima es la dama de las mujeres del Paraíso.[92]
- Al-Alúsi, uno de los grandes exégetas sunitas escribe acerca de Fátima: “Fátima al-Batúl es la más virtuosa mujer desde el inicio de la creación hasta el fin del mundo. Fue parte del alma del Profeta Mahoma y era más virtuosa que la Santa María, y no es comparable con ninguna otra persona.” [93]
- Cada vez que el Profeta Mahoma decidía hacer un viaje, se despedía de su hija Fátima y se quedaba con ella hasta el último momento, y tan pronto como regresaba de sus viajes visitaba a Fátima antes de visitar a otras personas.[94]
- Se ha narrado un hadiz del Profeta Mahoma donde dijo a su hija Fátima: Ciertamente, Dios se enoja con tu enojo y se complace con tu complacencia.[95]
- Zayd Ibn Arqam, uno de los compañeros del Profeta Mahoma narra: “Escuché del Mensajero de Dios diciendo a Alí, Fátima, Hasan y Husáin: Yo tomo como enemigo a aquellos que tienen enemistad con ustedes y tomo como amigo a aquellos que tienen amistad con ustedes.[96]
- Aisha, una de las esposas del Profeta dijo: “No he visto a nadie más parecido al Profeta en términos de habla que Fátima. Cada vez que ella iba ante su padre, el Profeta le daba la bienvenida y se levantaba por respeto. Él tomaba la mano de Fátima y la besaba, y luego, le ofrecía sentarse en su propio asiento.” [97]

## Tasbihat de Fátima Al-Zahra’
Tasbihat de Fátima Al-Zahra’ es un especial dhikr que los chiitas suelen repetir después de cada oración  y antes de dormir, utilizando el misbaha para contarlo. Se cree que Mahoma le enseñó este dhikr a su hija Fátima.
El método de hacer el Tasbihat de Fátima Al-Zahra’ es el siguiente:
34 veces "Allahu Akbar", 33 veces "Alhamdulillah"; 33 veces "Subhanallah".
Según la Enciclopedia del Islam, en los primeros años de su matrimonio con Fátima, Ali ganaba poco dinero, sacando agua del pozo y regando los campos de los demás. Fátima que no tenía sirvienta, solía moler grano a mano y tenía ampollas debido al trabajo de sus manos. Un día, Ali se enteró de que Mahoma ha recibido algunos esclavos. Ali envió a Fátima para recibir uno de los esclavos de su padre.
Fátima acudió a su padre pero le dio vergüenza de preguntarle. Finalmente, Ali mismo fue a la casa de Mahoma con Fátima, pero Mahoma rechazó su solicitud, diciendo: "No puedo permitir que otros pobres sufran hambre. Tengo que vender a los esclavos, pagando su dinero para ayudarlos". En cambio de ayuda financiera, Mahoma enseñó a la joven pareja el dhikr conocido como Tasbihat de Fátimah Al-Zahra’. Se dice que Ali nunca dejó de repetir el Tasbihat antes de dormir.

## Conmemoración de su nacimiento y muerte
El cumpleaños de Fátima Al-Zahra’ se nombró como "El Día de la Madre" en Irán.
En las últimas décadas también se ha prestado especial atención a los días de la muerte de Fátima Al-Zahra’ en Irán y otras partes del mundo islámico. Desde 1990, 1400 años después de la muerte de Fátima Al-Zahra’, se han llevado a cabo diversas actividades para conmemorar estos días.
La expansión de las conmemoraciones se llevó a cabo por la propuesta del líder religioso chiita, Hossein Vahid Jorasani. La propuesta fue aceptada por Seyyed Mohammad Jatami, el entonces presidente de Irán, abrobando en el Consejo Islámico en 1999, así que declaró el día de la muerte de Fátima Al-Zahra’ como el día feriado oficial en Irán.
En este día, muchos líderes religiosos chiitas en Qom, Mash’had y otras ciudades de Irán se marcharon a lugares religiosos en reuniones públicas, participando en ceremonias del luto.